# Jim Enters
Jim (Jaap) Enters (Palembang, 8 november 1939) was een Nederlands roeier. Hij nam eenmaal deel aan de Olympische Spelen, maar won bij die gelegenheid geen medaille.
In 1964 maakte hij op 24-jarige leeftijd maakte hij als roeier zijn olympisch debuut op de Olympische Zomerspelen van Tokio. Samen met Sjoerd Wartena, Herman Boelen en Sipke Castelein kwam hij uit op het onderdeel vier zonder stuurman. De roeiwedstrijden werden gehouden op de roeibaan van Toda, die was aangelegd voor de geplande Olympische Spelen van 1940. De Nederlandse ploeg drong door tot de finale en eindigde daar met een tijd van 7.09,98 op een vierde plaats van de zes finalisten. Het Deense team won de wedstrijd in 6.59,30.
Hij was als student aangesloten bij Willem III in Amsterdam. Later werd hij manager bij AkzoNobel in Houston.

## Palmares

### roeien (vier zonder stuurman)
- 1964: 4e OS in Tokio - 7.09,98

Sjoerd Wartena · 
Jim Enters · 
Herman Boelen · 
Sipke Castelein